# Ilsung (Patrizierfamilie)

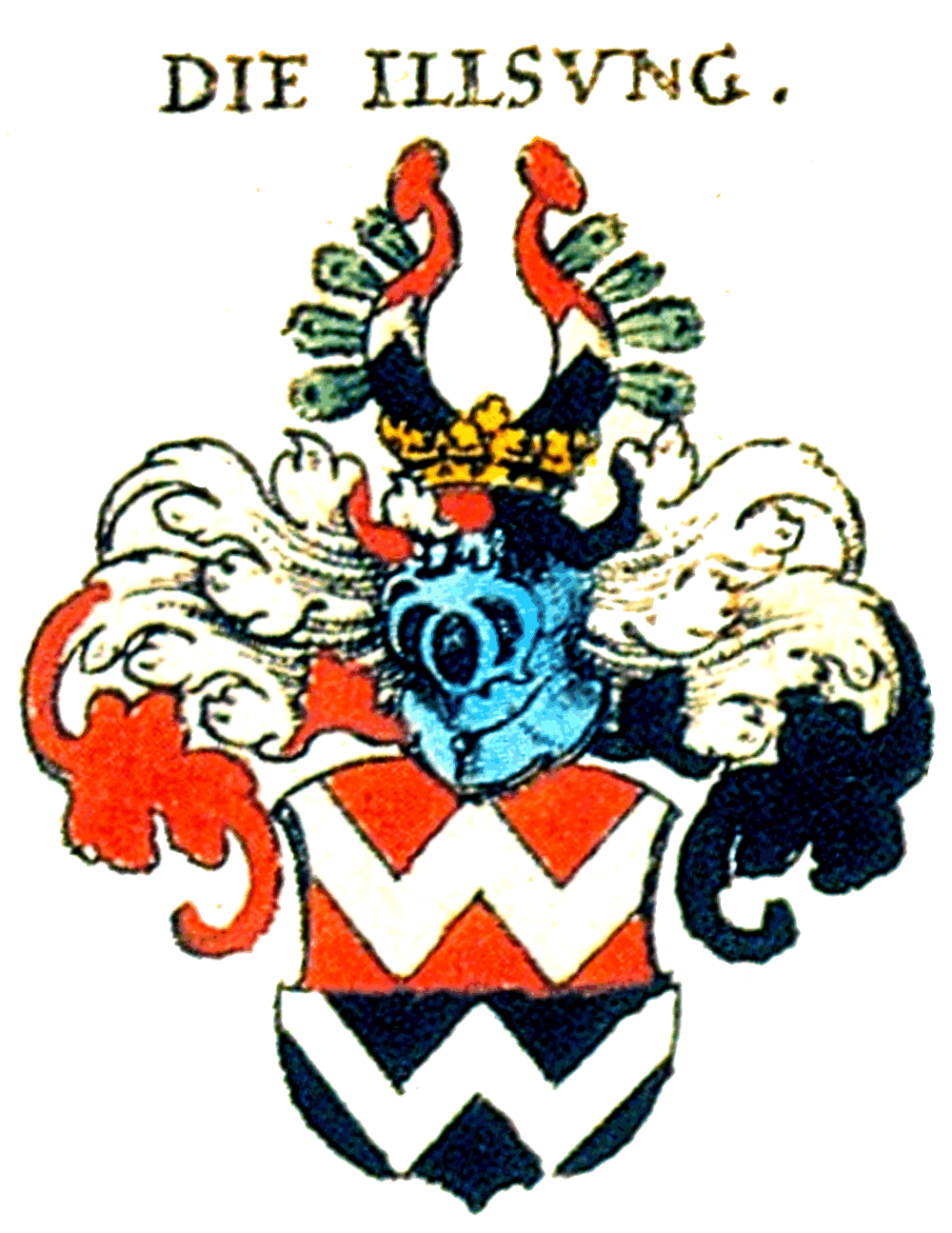
Wappen Ilsung, aus Johann Siebmachers Wappenbuch, 1605

Ilsung, Illsung, später auch Ilsung von Tratzberg, ist der Familienname einer alten Augsburger Patrizier-Familie, von der ein Zweig in den Freiherrenstand aufstieg.

## Geschichte
Die Familie zerfällt in zwei Hauptstämme, die „Ilsung auf dem Stein“, die 1409 ausstarben, und die „Ilsung bei St. Johann“ bzw. „Ilsung von Tratzberg“, die nach 1409 alleine fortbestanden.

### Ilsung auf dem Stein

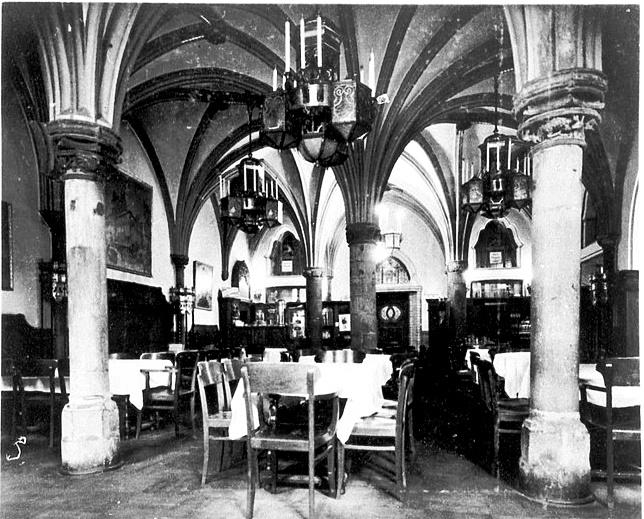
Leonhardskapelle beim „Haus auf dem Stein“, um 1910; vermutlich erbaut um 1350 von den Patriziern Ilsung

Sie tauchen ab 1288 in Augsburg auf, der 1319 genannte Konrad I († 1337) ist dort der erste sicher einzuordnende Vertreter der Familie. Sein Sohn „Ulrich bei St. Moritz“ († 1364) war ab 1353 im Rat nachweisbar und amtierte 1362 als Baumeister. Als Fernhändler brachte er es zu großem Wohlstand. Nach dem Eintritt seiner einzigen Tochter in ein Kloster gab er einen großen Teil seines Vermögens für wohltätige Zwecke aus. Ab 1355 stiftete er vier Altäre mit Vikarien bei St. Jakob, St. Moritz sowie am Dom und bedachte viele andere Kirchen mit Zuwendungen. Mit einem Kapital von 1240 Pfund Pfennigen dotierte er die erste Augsburger Armenspende.
Trotzdem fielen ein reiches Erbe, die Mannlehen und das spätere Weberhaus, an Konrad III. († 1391), Sohn eines Bruders. Dieser nannte sich seit den 1350er Jahren „auf dem Stein“, nach seinem neu erworbenen Wohnsitz, dem „Haus auf dem Stein“ mit der Kapelle St. Leonhard (jetzt Karolinenstraße 21). Konrad Ilsung III. ist als Kaufmann bezeugt, zählte seit den 1360er Jahren zu den führenden politischen Köpfen und amtierte fünfmal als Stadtpfleger (Bürgermeister).
Mit seinem Sohn Johann II. († 1409) starb diese Familienlinie aus. Nur wenige Tage nach dem Tod seines Vaters wählte man ihn erstmals zum Stadtpfleger und er gehörte bis zu seinem Ende zum engsten Führungszirkel der Reichsstadt. Seine Söhne verstarben noch vor ihm. Das „Haus auf dem Stein“ mit der Leonhardskapelle wurde ab 1422 zum Stammhaus der Welser. Es ging im Zweiten Weltkrieg unter. Die wertvollen gotischen Gewölbe der Leonhardskapelle hat man gerettet und sie 1965 in das wieder errichtete Senioratshaus der Fuggerei eingebaut (Kellergeschoss). Heute dient der mietbare Raum als stilvoller Rahmen für Tagungen, Empfänge, Vorträge und Konzerte. Laut den Historikern Mark Häberlein und Johannes Burkhardt in ihrem Werk „Die Welser: Neue Forschungen zur Geschichte und Kultur des oberdeutschen Handelshauses“ (2002) stammt das Kapellengewölbe aus der Zeit um 1350 und dürfte auf die Ilsung zurückgehen. Ein vorhandener Schluss-Stein mit dem Welser-Wappen wurde vermutlich erst nachträglich eingebaut.

### Ilsung bei St. Johann bzw. von Tratzberg

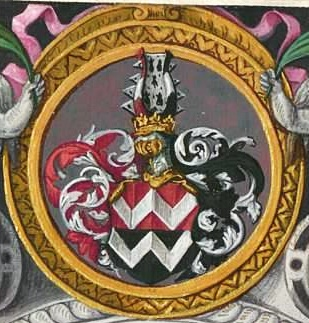
Familienwappen um 1600

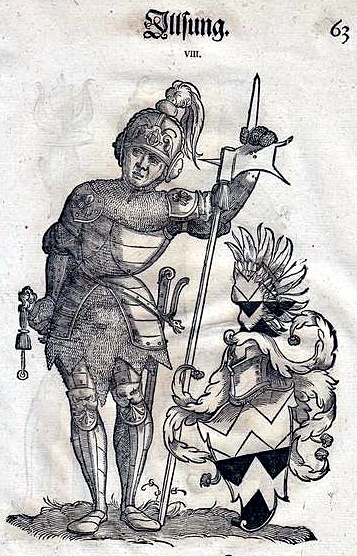
Die Ilsung, 1550

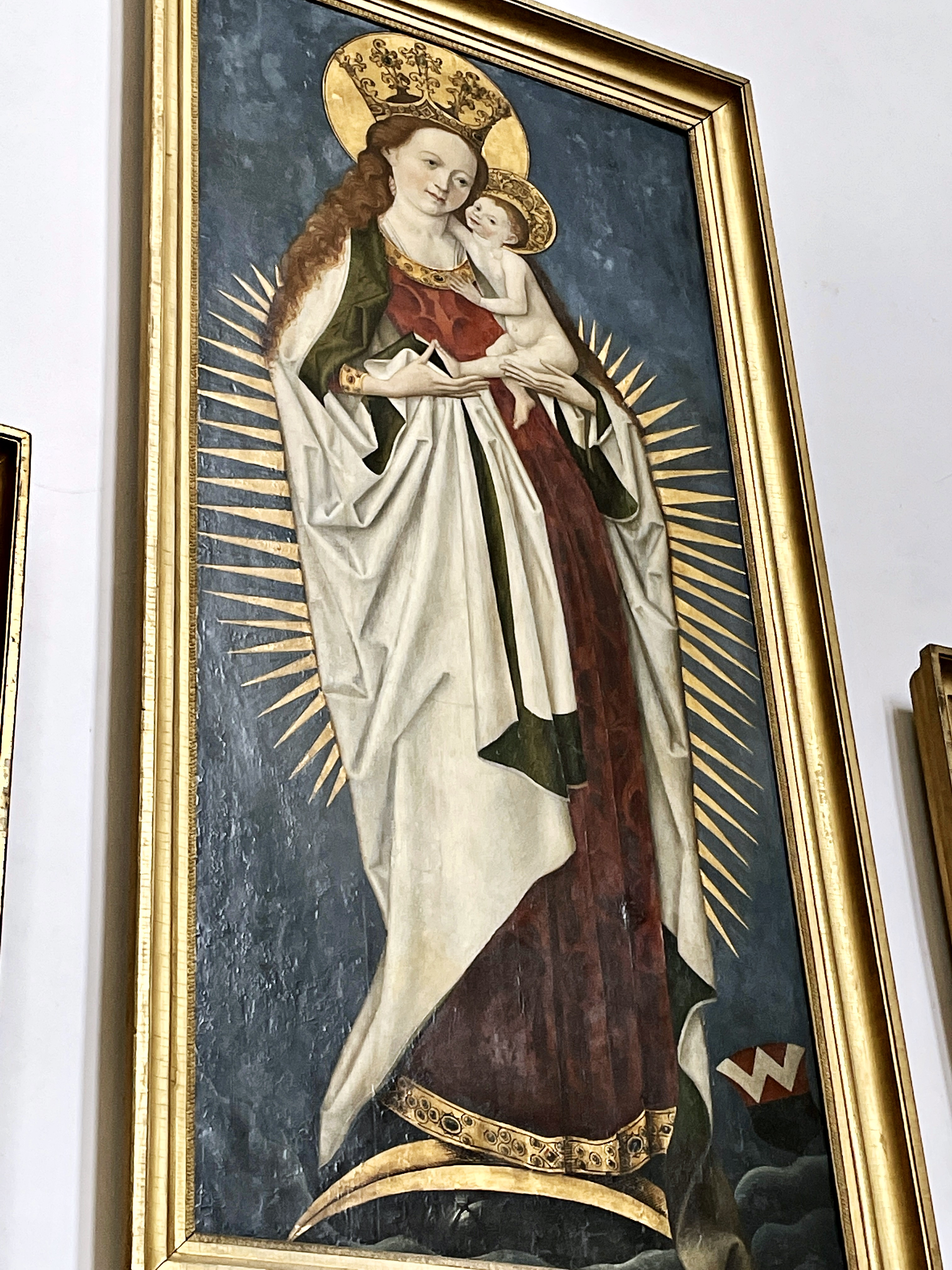
Ilsung Madonna, St. Ulrich u. Afra, Augsburg

Die Brüder „Ulrich Ilsung bei Unser Frauen Brüder“ († 1395 oder 1396) und „Konrad I. Ilsung bei St. Johann“ († 1401) wohnten 1346, nach dem frühen Tod ihres namentlich nicht bekannten Vaters, im Haus des „Ulrich bei St. Moritz“ von der Linie „auf dem Stein“. Er nennt die Brüder seine Oheime, weshalb zweifelsohne eine Verwandtschaft bestand. Auch sie waren Kaufleute. Konrad I. wurde 1374 zum Stadtpfleger gewählt.
Sein Sohn Sebastian I. († 1425) amtierte ab 1405 sechsmal als Stadtpfleger. Dessen Ermordung durch Peter Rehlinger führte zu schweren Konflikten. Nachdem man 1425 den Täter geächtet hatte, mussten 1427 auch die Verwandten des Toten Augsburg verlassen, unter ihnen sein Neffe Georg Ilsung I. († 1437 oder 1438), der aber 1432 wieder in die Stadt zurückkehrte.
Georg I. Söhne, Sebastian II. († 1469) und Sigmund I. († 1500), gehörten zu den Ratgebern Kaiser Friedrich III. Sebastian II. unternahm 1446, wohl in Verbindung mit einer diplomatischen Mission im Auftrag von Papst Felix V. und dessen Sohn Herzog Ludwig von Savoyen, eine Pilgerfahrt nach Santiago de Compostela, deren Verlauf er später beschrieb.
Sebastian III. († 1525), Sohn von Sigmund I., war Mitglied der Sodalitas litteraria Augustana und Richter des Schwäbischen Bundes. Für die Augsburger Kirche St. Peter am Perlach stiftete er 1474 eine Madonna aus Terrakotta, die bis heute erhalten ist. Zusammen mit seinem Bruder Achilles († 1530) gab er sein Bürgerrecht auf und trat in herzoglich bayerische Dienste. Ihre Schwester Anna Ilsung ehelichte den Augsburger Bürgermeisters (Stadtpfleger) Georg Langenmantel vom Sparren († 1521). Sie wurden die Eltern des bayerischen Geheimrats Ulrich Langenmantel vom Sparren († 1570) und seines geistlichen Bruders Christoph Langenmantel († 1538), der Martin Luther 1518 zur Flucht aus Augsburg verhalf.
Achilles’ Sohn Melchior I. († 1565) fungierte zwischen 1551 und 1567 mehrfach als Augsburger Bürgermeister. Sein Bruder Georg Ilsung († 1580) war Finanzagent der Habsburger, oberster kaiserlicher Kriegsherr im Schmalkaldischen Krieg, ab 1550 Landvogt von Ober- und Unterschwaben, Reichspfennigmeister, 1568 Reichsritter, Hofpfalzgraf und Geheimer Rat.  Er erwarb Schloss Tratzberg in Tirol und war eines der bedeutendsten Familienmitglieder. Seine Söhne Markus († 1583) und Friedrich († 1587), die ihm im Amt des Landvogts folgten, wurden zu Freiherren erhoben und nannten sich nun Ilsung von Tratzberg. Ihre Schwester Anna (1549–1601) heiratete Jakob Fugger III.
Christoph Ilsung († 1594), Sohn Melchiors I., war mehrfach Bürgermeister bzw. Stadtpfleger und vertrat Augsburg beim Landsberger Bund. Sein Bruder Johann Achilles († 1609) gab sein Bürgerrecht auf und wurde Reichspfennigmeister und Hofrat.
Mit Johann Melchior II. († 1695), dem Urenkel von Christoph Ilsung, stellte die Familie zum letzten Mal einen Augsburger Stadtpfleger. Die Ilsungs waren streng katholisch und besonders Christoph setzte sich stark für die Ansiedlung der Jesuiten in Augsburg ein, wo sie das Kolleg St. Salvator gründeten.
Nach einem Marienbild in der Basilika St. Ulrich und Afra, das ein Wappen der Patrizierfamilie Ilsung trägt, nennt man dessen unbekannten Maler „Meister der Ilsung-Madonna“. Er tritt um 1475 mehrfach in Augsburg als Künstler auf.
In der St.-Anna-Kapelle des Augsburger Domes befindet sich ein von den Ilsung gestifteter, wappengeschmückter Flügelaltar, eine Inschrifttafel und ein Wappenstein der Familie; sie hieß früher auch „Ilsung-Kapelle“.
In Augsburg ist die Ilsungstraße nach der Familie benannt, ebenso in Stadtbergen und Wettstetten.

## Wappen
Wappenschild: Waagerecht geteilt, oben rot, unten schwarz. In jedem Feld jeweils ein waagerechter, gestürzter Doppel-Sparren in weiß.
Helmzier: Ein rotes und ein schwarzes Büffelhorn, jeweils mit einem weißen Sparren belegt und mit Straußenfedern besteckt.
Helmdecken: In rot/weiß und schwarz/weiß.

## Galerie

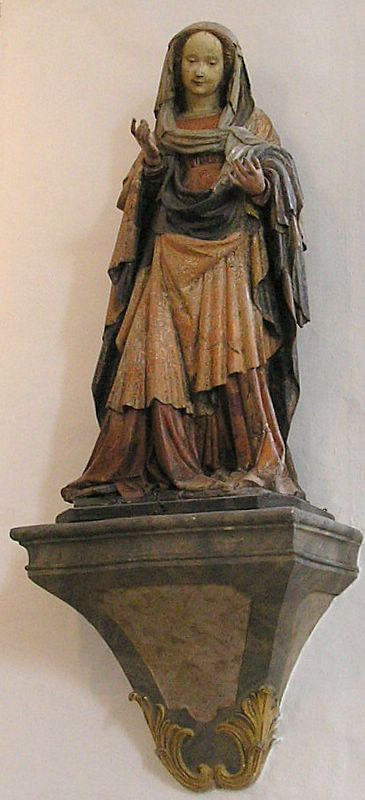
Die Ilsung-Madonna in St. Peter am Perlach
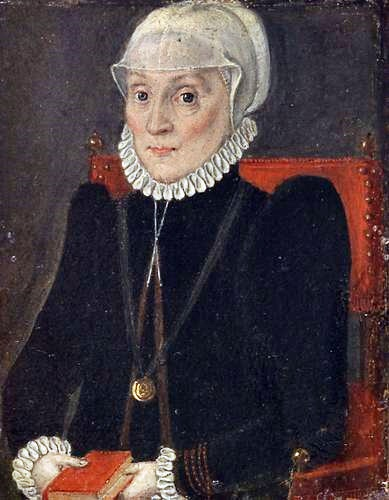
Anna Ilsung geb. von Löbl, Ehefrau des Reichspfennigmeisters Georg Ilsung († 1580), Herr auf Tratzberg
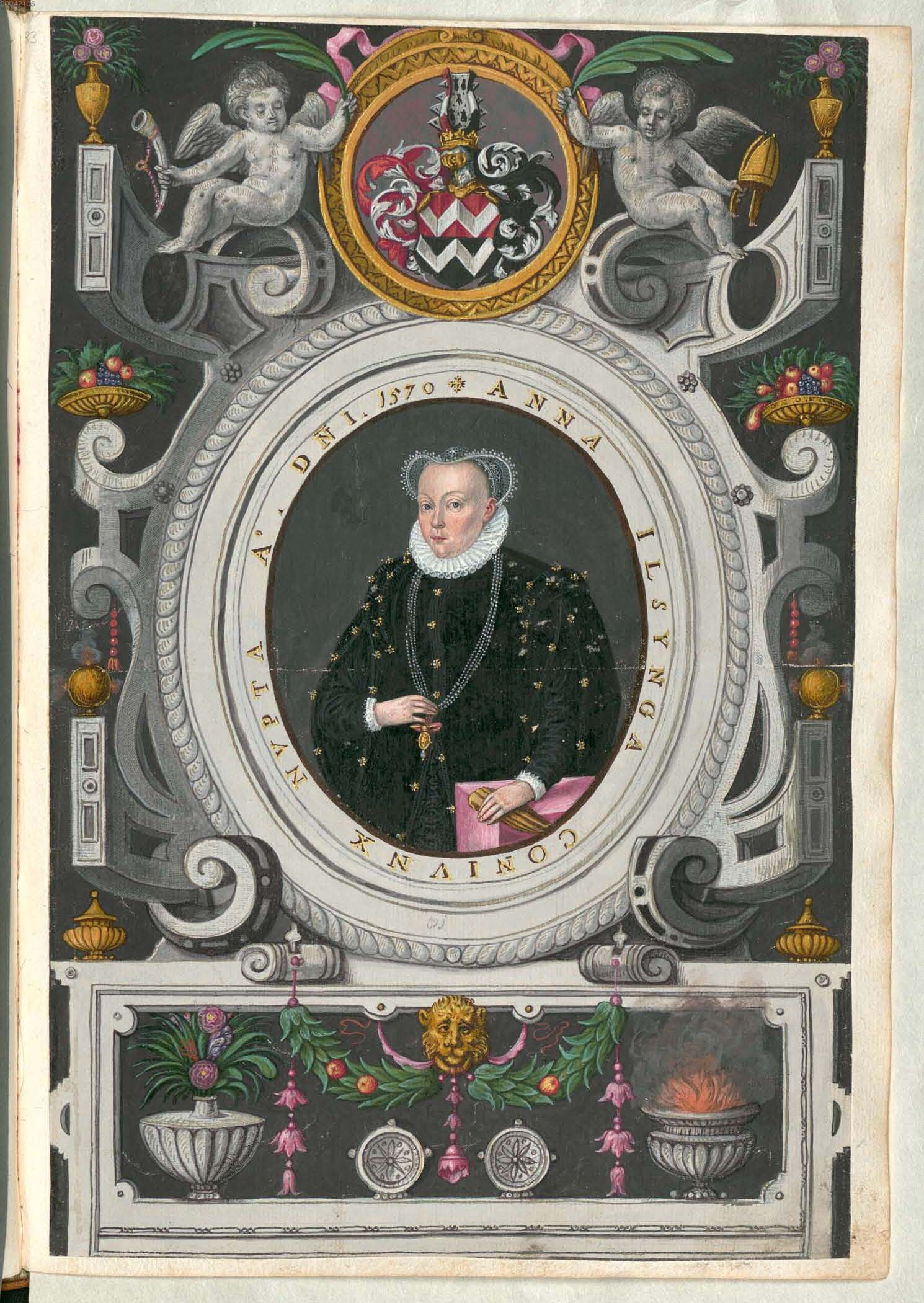
Anna Fugger geb. Ilsung (1549–1601)
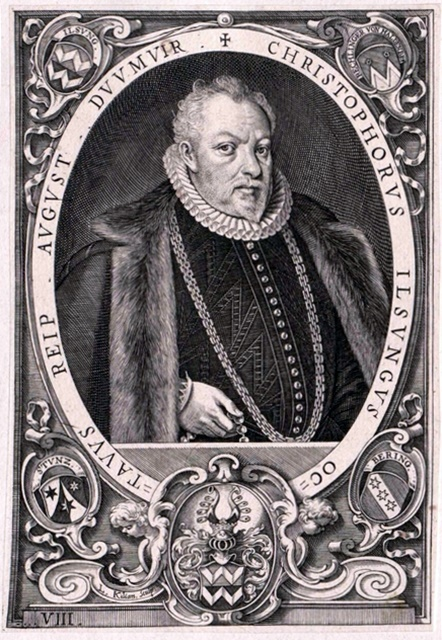
Christoph Ilsung († 1594), Stadtpfleger von Augsburg
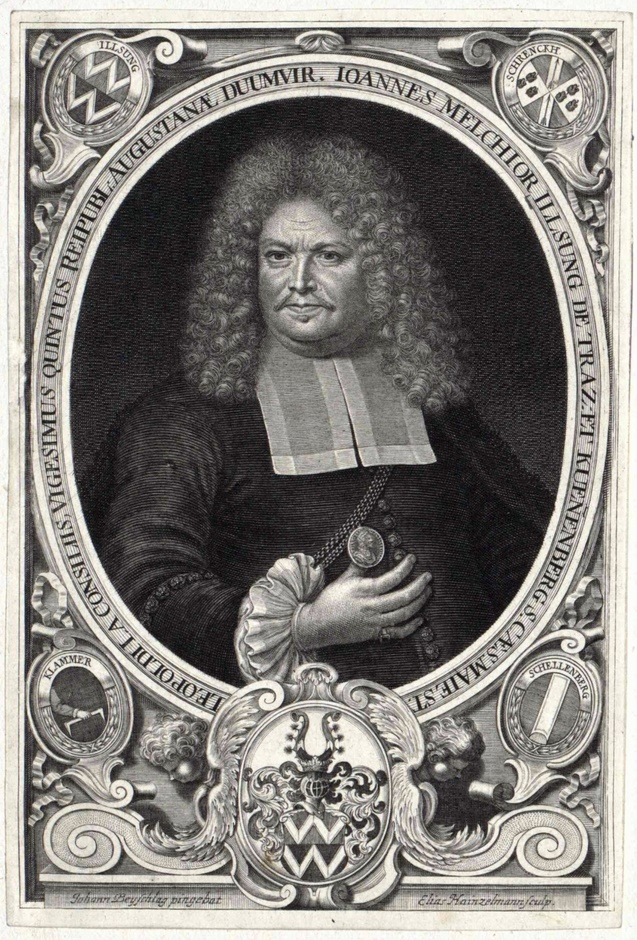
Johann Melchior Ilsung († 1695), Stadtpfleger von Augsburg